# Pseudocleobis chilensis
Espèce
Pseudocleobis chilensis est une espèce de solifuges de la famille des Ammotrechidae.

## Distribution
Cette espèce est endémique du Chili. Elle se rencontre vers Cuesta de Chacabuco.

## Description
La femelle holotype mesure 6 mm.

## Étymologie
Son nom d'espèce, composé de chil[e] et du suffixe latin -ensis, « qui vit dans, qui habite », lui a été donné en référence au lieu de sa découverte, le Chili.

## Publication originale
- Roewer, 1934 : Solifuga, Palpigrada. Dr. H.G. Bronn's Klassen und Ordnungen des Thier-Reichs, wissenschaftlich dargestellt in Wort und Bild. Akademische Verlagsgesellschaft M. B. H., Leipzig. Fünfter Band: Arthropoda; IV. Abeitlung: Arachnoidea und kleinere ihnen nahegestellte Arthropodengruppen, vol. 4, p. 1-723 (texte intégral).